# Josh Gray
Joshia Gray, né le 9 septembre 1993 à Lake Charles en Louisiane, est un joueur américain de basket-ball évoluant au poste de meneur.

## Biographie
Le 19 juillet 2019, il signe un contrat two-way avec les Pelicans de La Nouvelle-Orléans pour la saison à venir.

## Records sur une rencontre en NBA
Les records personnels de Josh Gray en NBA sont les suivants, :
| Type de statistique        | Saison régulière | Saison régulière        | Saison régulière |
| Type de statistique        | Record           | Adversaire              | Date             |
| -------------------------- | ---------------- | ----------------------- | ---------------- |
| Points                     | 9                | Spurs de San Antonio    | 7 février 2018   |
| Paniers marqués            | 4                | Spurs de San Antonio    | 7 février 2018   |
| Paniers tentés             | 16               | Spurs de San Antonio    | 7 février 2018   |
| Paniers à 3 points réussis | 2                | @ Lakers de Los Angeles | 6 février 2018   |
| Paniers à 3 points tentés  | 5                | Spurs de San Antonio    | 7 février 2018   |
| Lancers francs réussis     | 3                | Nuggets de Denver       | 10 février 2018  |
| Lancers francs tentés      | 4                | Nuggets de Denver       | 10 février 2018  |
| Rebonds offensifs          | 1                | 3 fois                  | 3 fois           |
| Rebonds défensifs          | 3                | 2 fois                  | 2 fois           |
| Rebonds totaux             | 4                | Spurs de San Antonio    | 7 février 2018   |
| Passes décisives           | 7                | Spurs de San Antonio    | 7 février 2018   |
| Interceptions              | 4                | Spurs de San Antonio    | 7 février 2018   |
| Contres                    | 1                | 2 fois                  | 2 fois           |
| Balles perdues             | 3                | @ Heat de Miami         | 16 novembre 2019 |
| Minutes jouées             | 31               | Spurs de San Antonio    | 7 février 2018   |

- Double-double : 0
- Triple-double : 0

Dernière mise à jour : 16 novembre 2020